# Húsvéti vita
A húsvéti vita egy vitasorozat arról, hogy pontosan mikor kell megtartani a keresztény húsvét ünnepét. Jelenleg négy, egymástól elkülöníthető része van az eddigi vitáknak.[forrás?]

## Első rész
Ez leginkább arról szólt, hogy a keresztényeknek követniük kell-e az Ószövetség idején alkalmazott gyakorlatot, melyről részletesen Cezári Euzébiusz Vallástörténet című könyvének V, xxiii) részében ezt olvashatjuk:
Egy nem is olyan kis jelentőségű kérdés vetődött fel akkoriban (például I. Viktor pápa idejében 190 körül]. Egész Ázsiában (az akkori Asia római provinciában a püspökségek egy ókori hagyomány alapján a húsvétot a niszán hónap 14. napján tartották, akkor, amikor a zsidók a bárány feláldozására emlékeztek. Ezt az életet adó pászka ünnepének tekintették. S azért küzdöttek, hogy mindenképpen ezen a napon kell véget érnie az ünnepnek, attól függetlenül, hogy a hét melyik napjára esik. Azonban világszerte nem az volt az egyházak szokása, hogy az ünnepnek ezen a napon véget vessenek.
A quartodecimanizmus egy olyan szó, mely nem szerepel Euzébiusz feljegyzéseiben, s arra utal, hogy a pészah keresztény időpontját az Ószövetség héber naptárában meglévő niszán hónap tizennegyedik (latinul quarta decima) napjára rakták. (Lásd például Leviták 23:5) Ez volt a pészah időpontja meghatározásánál használt eredeti eljárás. Ezt „örök érvényű előírásnak” gondolták. János evangéliuma (például János 19:14) ez volt annak a nagypénteknek az ideje, amikor Jézust Jeruzsálemben keresztre feszítették. (A szinoptikus evangéliumok ezt az eseményt egy nappal későbbre teszik.)
Szent Iréneusz egyik levele arra mutat rá, hogy a húsvét időpontjának meghatározása kérdésében már legalább I. Szixtusz pápa ideje óta léteztek ellentmondások. Mindezen felül Iréneusz azt állítja, hogy Szent Polikárp a hónap 14. napján tartotta meg a húsvétot, attól függetlenül, hogy az éppen a hétnek melyik napjára esett. Állítása szerint ez a hagyomány János evangélistától származik.
195 környékén I. Viktor pápa bejelentette, hogy a quadrodecimánsokat kiátkozza, mivel a gyakorlatban megmutatkozó ellentétet kiterjesztették a teljes egyházi közösségre. Euzébiusz szerint zsinatokat hívtak össze, és levélváltásokra került sor. Úgy tűnik, az ellentéteknek vége szakadt, miután Iréneusz és más püspökök emlékeztették Viktort elődje, Anicetus sokkal békésebb hozzáállására.

## Második szakasz
A húsvét időpontjának meghatározása körül kibontakozott második ellentét középpontja az első nikaiai zsinat (325) környékén volt. Itt megállapodtak, hogy a legnagyobb ünnepséget mindig vasárnap tartják, attól függetlenül, hogy a hold éppen akkor melyik fázisánál tart. Ezt követően egy újabb vita bontakozott ki a vasárnap meghatározása körül. Nem sokkal a nikaiai zsinat előtt, 314‑ben a galliai Arle vezető tanácsa a következőket írta: az Úr ezen ünnepét az egész világban ugyanakkor kellene megünnepelni. A konkrét időpontot  a római püspök levélben küldené szét.
A szír keresztények mindig a zsidók pészahját követő vasárnapon ünnepelték meg a húsvétot. Másrészt Alexandriában – és úgy tűnik, a Római Birodalom nagyobb részén – a keresztények saját maguknak számították ki a húsvét időpontját, s a zsidók szokásait nem vették figyelembe. Így az Alexandriában és Antiochiában megtartott húsvét időpontja nem mindig egyezett meg. A zsidó közösségek több helyen – így talán Antiochiában is – saját eljárással határozták meg a niszán kezdeti időpontját. Így a hónap 14. napja néha a napéjegyenlőség elé esett. Az alexandriaianál viszont kulcsfontosságú volt, hogy a tavaszi napéjegyenlőségnek meg kell előznie a húsvétot.
A nikaiai zsinat úgy határozott, hogy minden egyháznak egységes szabályt kell alkalmaznia a húsvét meghatározásához. Ezt a zsidó naptár figyelembevétele nélkül kell meghatározni, úgy, ahogy ezt Alexandriában tették. Azonban ennek a meghatározási módnak a széles körben történt elterjedése több évszázadig is eltartott, míg a teljes kereszténység ezt kezdte alkalmazni.

## Harmadik szakasz
Az I. Gergely pápa idejében  Britanniába érkező római misszionáriusok brit szertartást folytató kelta keresztényeket találtak a szigeten. Az angolokat északi irányból megtérítő ír misszionáriusok azzal találták szemben magukat, hogy itt a húsvétot más rend szerint ünneplik meg, mint a Földközi-tenger partjainál. Beda beszámolója szerint a britek és az írek a húsvétot a hónap 14. és 20. napja közé eső vasárnapra rakták, ami 84 éves ciklust adott ki.  Azt, hogy a hónap 14. és 20 napja közé kellett itt esnie a húsvétnak, Columbanus is megerősítette. MacCarthy elemzése, melyet a Padua, Biblioteca Antoniana, MS I.27 alapján végzett, megerősítette a 84 éves ciklust, a holdnaptárhoz kötődő határokat és március 25-ét, mint a napéjegyenlőség dátumát. Ezen jellemzők egyike is elegendő lenne ahho, hogy megállapítsák azt, hogy ez a húsvét eltér a rómaiak által alkalmazottól.
Ez a 84-éves, lakteruznak nevezett ciklus adhatott alapot arra, hogy lépésenként bevezessék az alexandriánus számítási rendszert. Ezt először a VII. század első felében az Ír-sziget déli felének egyes részein vették át.  Az északi angolok közötti alexandriánus számítási rendszert 664-ben a Whytbi zsinaton fogadták el. Ekkor ez itt a brit–ír ciklust váltotta fel. Az észak-britanniai ír kolóniák a 8. század végén fogadták el az alexandriánus számítást.

## Negyedik szakasz
A gregoriánus naptár 1582-es bevezetését követően a nyugati, katolikus és református egyházak az addig elfogadottól eltérő módszerrel állapítják meg a húsvét időpontját. A legtöbb ortodox vallás továbbra is a régebbi gyakorlatot követi, és ez az eltérés annak ellenére tovább él hogy számos alkalommal megpróbáltak a húsvétot illetően egy közös időpontot elfogadni. 1997-ben az Egyházak Világtalálkozója a szíriai Aleppóban megpróbált egységes módszert megállapítani a húsvét időpontjának meghatározásához.: a húsvét időpontját a következőképp határoznák meg: a Jeruzsálem meridiánján észlelt tavaszi napéjegyenlőséget követő első csillagászati telihold utáni vasárnap. A változtatást 2001-ben vezették volna be, mikor a nyugati és a keresztény naptár szerinti húsvét egy napra esett. A megállapodás a mai napig nem lépett hatályba.
Ferenc pápa 2015 júniusában bejelentette, hogy a római katolikus egyház kész megváltoztatni a húsvétszámítás módját, hogy a katolikusok húsvétja egybeessen más keresztény vallások húsvétjával.

## Külső hivatkozások
- Catholic Encyclopedia: "Easter Controversy"
- Philip Schaff's History of the Christian Church, volume 3, section 79: "The Time of the Easter Festival"